# Real Love (canción de Lee Ryan)
«Real Love» es el cuarto y último sencillo publicado del álbum-debut del cantante inglés Lee Ryan.

## Sencillo
«Real Love» es el cuarto sencillo publicado de su álbum-debut Lee Ryan. No fue publicado en el Reino Unido, debido a las bajas ventas de su disco (550 000 copias), siendo insuficientes para su discográfica. Además, el sencillo fue cancelada su publicación en prácticamente todo el mundo, siendo sólo publicado en Alemania, Francia, Italia, Israel, China y Japón, fracasando en los 6 países, destacando sólo el Top 40 en Italia, país que llegó al #35; e Israel, que llegó al #38.
El sencillo fue la Banda sonora de la película de animación "Ice Age 2: El Deshielo", pero, aún el éxito de la película, el sencillo fue un fracaso absoluto.
Confirmándose poco a poco la marcha de Lee Ryan de Sony BMG, el sencillo contenía B-Sides, canciones inéditas y remixes de la canción. El sencillo vendió menos de 60 000 copias en todo el mundo.

## Canciones
CD 1 [EP]
1. «Real Love» (3:15)
2. «Real Love» [New Version 2006] (3:03)
3. «Real Love» [Sharp Boys Club Mix] (7:29)
4. «Movin' On» (3:36)
5. «These Words» [Gold Horizon] (3:19)
6. «Endless Love» [Live Version] Feat. Tata Young (5:00)
7. «I Can't Let You Go» (2:58)
8. «Che Viso Avrai» [Italian Version] (3:37)
9. «Come Together Now» [Katrina Hurricane Relief] (4:30)
10. «Best Of You» [Live At The BBC Radio 2] (3:00)

## Trayectoria en las listas
| Listas (2005) | Posición |
| ------------- | -------- |
| Alemania      | 58       |
| Francia       | 74       |
| Italia        | 35       |
| Israel        | 38       |
| China         | 46       |
| Japón         | 79       |

- Datos: Q6101977